# Oliver Jarvis

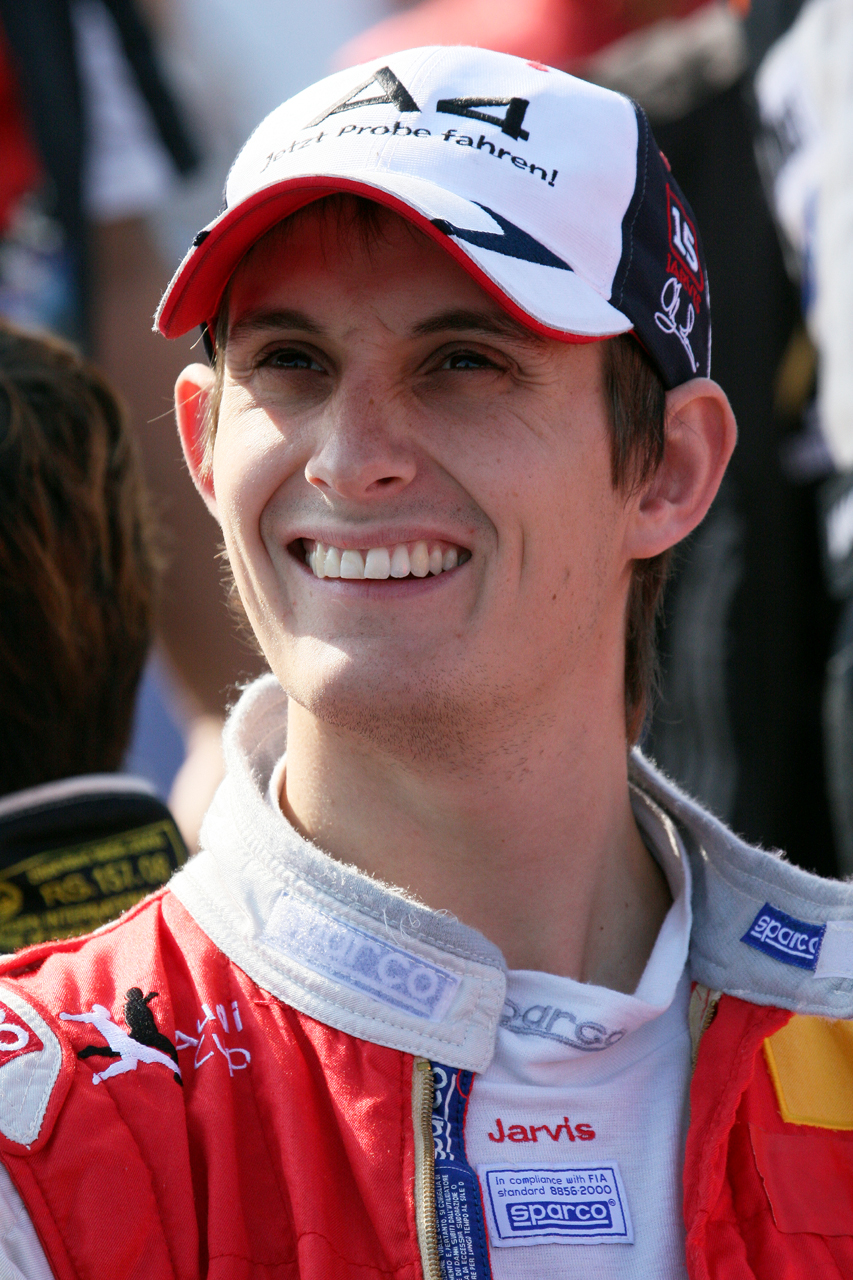
Oliver Jarvis en los 1000 km de Okayama de 2009.

Oliver Jarvis (9 de enero de 1984, Burwell, Inglaterra, Reino Unido) es un piloto de automovilismo de velocidad británico. Como piloto oficial de la marca de automóviles alemana Audi, ha obtenido el subcampeonato absoluto de pilotos del Campeonato Mundial de Resistencia de 2016, la victoria absoluta en las 12 Horas de Sebring de 2013, una victoria de clase en las 24 Horas de Daytona de 2013, y podios en el Deutsche Tourenwagen Masters y las 24 Horas de Le Mans de 2012, 2013 y 2016.

## Inicios en el automovilismo
En su infancia, Jarvis compitió en motocross. Luego compitió en karting a nivel británico e internacional, incluyendo una etapa como piloto oficial de Tony Kart. En 2002 ascendió a los monoplazas, al resultar séptimo en la Fórmula Ford Británica. Al año siguiente resultó octavo en dicho campeonato con tres podios, tras lo cual finalizó quinto en el Festival de Fórmula Ford.
El piloto pasó a la Fórmula Renault Británica en 2004, donde terminó octavo. En 2005 se coronó campeón para el equipo Manor, con un total de cinco victorias y 12 podios, tras lo cual obtuvo el premio McLaren Autosport BRDC. Carlin fichó a Jarvis para correr en Fórmula 3 en 2006: fue subcampeón de la Fórmula 3 Británica con dos victorias y 11 podios, y llegó octavo en el Masters de Fórmula 3. A continuación, Jarvis disputó dos fechas de la temporada 2006/07 del A1 Grand Prix para la selección británica, obteniendo una victoria y dos segundos puestos.
En 2007, Jarvis compitió en la Fórmula 3 Japonesa para el equipo TOM'S, donde terminó tercero con tres victorias y 16 podios. También como piloto de TOM'S, ganó el Gran Premio de Macao de Fórmula 3 tras obtener la pole position y liderar toda la carrera. Nuevamente, el británico disputó parte de la temporada 2007/08 del A1 Grand Prix, cosechando una victoria y tres segundos puestos en diez carreras.

## Piloto oficial de Audi
Jarvis retornó a Europa en 2008 para disputar el Deutsche Tourenwagen Masters para Phoenix con un Audi A4 del año anterior. Obtuvo un quinto y un octavo puesto, por lo cual resultó 13º en el campeonato. En 2009, el piloto resultó segundo, tercero, sexto y octavo en cuatro carreras, lo que le valió finalizar noveno en el clasificador final, y segundo mejor entre los que utilizaron automóviles antiguos.
Abt, el equipo oficial de Audi en el DTM, fichó a Jarvis para la temporada 2010. Ahora al volante de un Audi A4 último modelo, consiguió un cuarto puesto, un quinto y tres sextos, de modo que repitió la novena colocación final. En 2011, obtuvo un tercer puesto, un quinto, un sexto y un octavo, de modo que terminó décimo.
En paralelo a su actividad en el DTM, el británico compitió en algunas carreras de resistencia. En 2009, debutó en sport prototipos al disputar los 1000 km de Okayama de la Asian Le Mans Series con un Audi R10 TDI del equipo Kolles, donde resultó tercero en la primera manga y quinto en la segunda. En 2010, disputó las 24 Horas de Le Mans nuevamente con un Audi R10 TDI de Kolles, debiendo abandonar.
Jarvis desarrolló una nutrida actividad como piloto oficial de Audi en 2012. Disputó el Campeonato Mundial de GT1 para WRT con un Audi R8 junto a Frank Stippler, donde sumó cinco podios en 18 carreras para terminar 12º en el campeonato de pilotos y tercero en el de equipos. También disputó dos carreras del Campeonato Mundial de Resistencia con un Audi R18 oficial, resultando tercero tanto en los 6 Horas de Spa-Francorchamps como en las 24 Horas de Le Mans. Además, corrió las 24 Horas de Nürburgring y la fecha de Navarra de la Blancpain Endurance Series con un Audi R8.
Jarvis inició el año 2013 venciendo en la clase GT de las 24 Horas de Daytona con un Audi R8 del equipo de Alex Job, y obteniendo la victoria absoluta en las 12 Horas de Sebring de la American Le Mans Series con un Audi R18 híbrido. Luego llegó tercero en las 6 Horas de Spa-Francorchamps y las 24 Horas de Le Mans del Campeonato Mundial de Resistencia, también con un Audi R18. En paralelo, disputó la Blancpain Endurance Series con un Audi R8 de Phoenix junto a Harold Primat y Christopher Haase, obteniendo como mejor resultado un cuarto lugar en las 24 Horas de Spa.
En 2014, Jarvis corrió en el Súper GT Japonés con un Lexus RC del equipo Sard. Acompañado de Hiroaki Ishiura, obtuvo un cuarto puesto y dos sextos. Además, participó en las 24 Horas de Daytona con un Audi R8 de la clase GTD y en las 24 Horas de Le Mans con un Audi R18 e-tron quattro de la clase LMP1, abandonando en ambas carreras.
El británico se incorporó al equipo oficial Audi del Campeonato Mundial de Resistencia 2015, contando como compañeros de butaca a Loïc Duval y Lucas di Grassi. Obtuvo un tercer puesto y cuatro cuartos, por lo que se ubicó décimo en el campeonato de pilotos de LMP1. En 2016, el trío obtuvo dos victorias en Spa-Francorchamps y Baréin, y cuatro podios adicionales, sin embargo resultaron subcampeones por detrás de los pilotos de Porsche, Neel Jani / Marc Lieb / Romain Dumas.

## Resultados

### Campeonato Mundial de Resistencia de la FIA
(Clave) (negrita indica pole position) (cursiva indica vuelta rápida)

| Año     | Escudería             | Clase | Automóvil               | 1   | 2   | 3   | 4   | 5   | 6   | 7   | 8   | 9   | Pos. | Puntos | Ref.  |
| ------- | --------------------- | ----- | ----------------------- | --- | --- | --- | --- | --- | --- | --- | --- | --- | ---- | ------ | ----- |
| 2013    | Audi Sport Team Joest | LMP1  | Audi R18 e-tron quattro | SIL | SPA | LMS | SÃO | COA | FUJ | SHA | BHR |     | 9.º  | 45     | [ 1 ] |
| 2013    | Audi Sport Team Joest | LMP1  | Audi R18 e-tron quattro |     | 3   | 3   |     |     |     |     |     |     | 9.º  | 45     | [ 1 ] |
| 2014    | Audi Sport Team Joest | LMP1  | Audi R18 e-tron quattro | SIL | SPA | LMS | COA | FUJ | SHA | BHR | SÃO |     | NC   | 0      | [ 2 ] |
| 2014    | Audi Sport Team Joest | LMP1  | Audi R18 e-tron quattro | Ret |     |     |     |     |     |     |     |     | NC   | 0      | [ 2 ] |
| 2015    | Audi Sport Team Joest | LMP1  | Audi R18 e-tron quattro | SIL | SPA | LMS | NÜR | COA | FUJ | SHA | BHR |     | 4.º  | 99     | [ 3 ] |
| 2015    | Audi Sport Team Joest | LMP1  | Audi R18 e-tron quattro | 5   | 7   | 4   | 4   | 3   | 4   | 4   | 6   |     | 4.º  | 99     | [ 3 ] |
| 2016    | Audi Sport Team Joest | LMP1  | Audi R18                | SIL | SPA | LMS | NÜR | MEX | COA | FUJ | SHA | BHR | 2.º  | 147.5  | [ 4 ] |
| 2016    | Audi Sport Team Joest | LMP1  | Audi R18                | Ret | 1   | 3   | 2   | 15  | 2   | 2   | 5   | 1   | 2.º  | 147.5  | [ 4 ] |
| 2017    | Jackie Chan DC Racing | LMP2  | Oreca 07-Gibson         | SIL | SPA | LMS | NÜR | MEX | COA | FUJ | SHA | BHR | 2.º  | 175    | [ 5 ] |
| 2017    | Jackie Chan DC Racing | LMP2  | Oreca 07-Gibson         | 1   | 3   | 1   | 1   | 9   | 4   | 3   | 4   | 2   | 2.º  | 175    | [ 5 ] |
| 2019-20 |                       |       |                         | SIL | FUJ | SHA | BHR | COA | SPA | LMS | BHR |     |      |        | [ 6 ] |
| 2019-20 | Team LNT              | LMP1  | Ginetta G60-LT-P1-AER   | 12  |     |     |     |     |     |     |     |     | 22.º | 8.5    | [ 6 ] |
| 2019-20 | United Autosports     | LMP2  | Oreca 07-Gibson         |     | 3   |     |     |     |     |     |     |     | 15   | 15     | [ 6 ] |

### 24 Horas de Le Mans
| Año     | Equipo                      | Copilotos                            | Automóvil               | Clase   | Vueltas | Pos. | Pos. Clase |
| ------- | --------------------------- | ------------------------------------ | ----------------------- | ------- | ------- | ---- | ---------- |
| 2010    | Kolles                      | Christian Bakkerud Christijan Albers | Audi R10 TDI            | LMP1    | 331     | DNF  | DNF        |
| 2012    | Audi Sport North America    | Marco Bonanomi Mike Rockenfeller     | Audi R18 ultra          | LMP1    | 375     | 3.º  | 3.º        |
| 2013    | Audi Sport Team Joest       | Marc Gené Lucas di Grassi            | Audi R18 e-tron quattro | LMP1    | 347     | 3.º  | 3.º        |
| 2014    | Audi Sport Team Joest       | Filipe Albuquerque Marco Bonanomi    | Audi R18 e-tron quattro | LMP1-H  | 25      | DNF  | DNF        |
| 2015    | Audi Sport Team Joest       | Lucas di Grassi Loïc Duval           | Audi R18 e-tron quattro | LMP1    | 392     | 4.º  | 4.º        |
| 2016    | Audi Sport Team Joest       | Lucas di Grassi Loïc Duval           | Audi R18                | LMP1    | 372     | 3.º  | 3.º        |
| 2017    | Jackie Chan DC Racing       | Ho-Pin Tung Thomas Laurent           | Oreca 07-Gibson         | LMP2    | 366     | 2.º  | 1.º        |
| 2019    | Risi Competizione           | Jules Gounon Pipo Derani             | Ferrari 488 GTE Evo     | GTE Pro | 329     | 40.º | 11.º       |
| 2020    | G-Drive Racing with Algarve | Ryan Cullen Nick Tandy               | Aurus 01-Gibson         | LMP2    | 105     | DNF  | DNF        |
| 2021    | Risi Competizione           | Ryan Cullen Felipe Nasr              | Oreca 07-Gibson         | LMP2    | 275     | NC   | NC         |
| 2022    | United Autosports USA       | Alex Lynn Josh Pierson               | Oreca 07-Gibson         | LMP2    | 368     | 10.º | 6.º        |
| 2023    | United Autosports           | Tom Blomqvist Josh Pierson           | Oreca 07-Gibson         | LMP2    | 323     | 18.º | 8.º        |
| 2024    | United Autosports           | Bijoy Garg Nolan Siegel              | Oreca 07-Gibson         | LMP2    | 297     | 15.º | 1.º        |
| Fuente: |                             |                                      |                         |         |         |      |            |